# Ramon Ramos
Vicente Ramón Ramos Villanueva, més conegut com a Ramon Ramos (Alginet, 1954-14 de març de 2012) fou un compositor i docent valencià: director de l'Ateneu Musical Mestre Gilabert d'Asp del 1988 al 1992, Catedràtic de Composició del Conservatori Òscar Esplà d'Alacant des de 1990 a 1998 i, en acabant, al Conservatori Superior de Música de València fins al 2007.

## Trajectòria
Després d'estudiar piano i violoncel a València, l'any 1972 es traslladà a l'Alemanya Occidental per a seguir estudiant: en 1975 aprovà la prova d'accés a l'institut Robert Schumann de Düsseldorf, on estudià composició i live electronics amb el professor Günther Becker. Durant eixe període treballà de mestre d'iniciació musical i flauta dolça al conservatori de Moers, i professor d'harmonia al conservatori federal de Rin del Nord-Westfàlia. Els anys 1978 i 1979 assistí a les jornades de música d'avantguarda de Witten amb Mauricio Kagel, György Kurtag i György Ligeti; i el 1980 va assistir com a becari als un cursos internacionals d'estiu de música contemporània de Darmstadt, durant els quals va treballar amb Brian Ferneyhough, Gérard Grisey, Tristan Murail i Wolfgang Rihm. El 1983 va fer l'examen final de composició: com a treball final de carrera, va compondre una nova obra per a gran orquestra i en va analitzar una altra, Elegías a la muerte de tres poetas españoles, de Cristóbal Halffter. Acabats els estudis, aquell any se'n va tornar a viure a Alginet. Posteriorment, el 1990, va aprovar l'oposició a la càtedra de Composició i Formes Musicals, la qual va exercir als Conservatoris d'Alacant i València.

## Mort i homenatges pòstums
Afectat de la malaltia d'Alzheimer, va morir el 14 de març del 2012. El primer homenatge a Ramon Ramos va tenir lloc tres mesos després, el 5 de juny, al Club Diario Levante de València; durant l'acte, col·legues seus estrenaren peces dedicades a l'homenatjat o interpretaren obres de Ramos, com ara Declinaciones i El tumbao. L'elogi a la figura de Ramos va anar a càrrec dels directors de laMostra Sonora de Sueca, la de l'Institut Valencià de la Música o el de l'Auditori de Torrent, el qual afirmà que les composicions de Ramos eren «les més independents i originals de tota una generació que sabé reinventar la modernitat musical a València.» A l'acte també assistiren altres col·legues seus, com el membre d'Al Tall Jordi Reig o el dolçainer Enric Gironés. El 24 de novembre del mateix any va rebre un altre homenatge a Asp, a càrrec de l'associació musical local, de la qual fou director durant quatre anys.
L'1 de juny del 2014, l'Ajuntament d'Alginet li dedicà un homenatge pòstum: l'escriptor alginetí Josep Lozano presentà l'acte, que consistí en la interpretació d'obres del compositor local i lloances a càrrec del compositor d'Alboraia Héctor Oltra, autor d'una tesi doctoral sobre Ramos, i el compositor de Silla Andrés Valero Castells, tots dos ex-alumnes seus.

## Peces destacades
Ramon Ramos compta amb més de huitanta partitures registrades, entre les quals:
- Après moi (1985)
- Aura (2003)
- Concert per a violoncel i orquestra
- Declinaciones: obra per a guitarra preparada amb boleta i diapasó[5]
- El tumbao (1993): peça per a percussió múltiple[9]
- En un vasto dominio (1995)
- Les fúries: peça final de l'òpera 1714. Món de guerres,[10] estrenada l'any 2004 a Peralada[11]
- Llanto por una ausencia
- Passacaglia: pasdoble dedicat a la banda d'Asp, estrenat en 1990 a Crevillent[12]
- Pentáfono (1979):[13] «obra per a cinc fonts sonores indeterminades»[14]
- Pas encore: obra per a quartet de corda
- Poculum amoris: obra per a cor i orquestra de cent quaranta músics amb texts llatins d'Horaci i Luci Apuleu, estrenada el 27 d'abril del 2001 a València[15]
- Quasi niente (1983)
- Remor de claredats (2005)
- Ricercare: primera obra composta en País Valencià després de tornar d'Alemanya[16]
- Rien ne va plus: estrenada l'any 1985 al festival de Múrcia[17]
- Touche[18]
- Tres preludis: homenatge a Francesc Tàrrega escrit per al guitarriste José Luis Ruiz del Puerto[19]